# Ospedale Santa Maria della Misericordia (Udine)
Il Presidio Ospedaliero "Santa Maria della Misericordia" (PO SMM) è una struttura ospedaliera ed universitaria regionale di rilievo nazionale e di alta specializzazione con sede a Udine, è classificata come azienda ospedaliera di rilievo nazionale e di alta specializzazione.

## Storia

### Le origini
Le origini dell'ospedale sono legate alla Confraternita dei battuti, una delle corporazioni cittadine che avevano funzioni di assistenza e di mutuo soccorso, nata nel 1260, gestiva l'ospedale di Santa Maria della Misericordia dei Battuti detto "ospedale Grande". Era uno dei tre principali ospedali che all'epoca operavano a Udine, gli altri due erano l'ospedale di Santa Maddalena e quello di  San Lazzaro che ospitava i lebbrosi. Nel 1584 i due maggiori istituti ospedalieri vennero unificati nell'ospedale maggiore Santa Maria della Misericordia dei Battuti.
Nel 1775 entrarono a far parte dell'ospedale maggiore tre confraternite laiche e la nuova struttura assunse il nome odierno di  ospedale Santa Maria della Misericordia. Nel 1782 su iniziativa dell'arcivescovo di Udine s'iniziò la costruzione della nuova sede ospedaliera nei pressi del chiostro dei francescani, il progetto fu affidato a Pietro Bianchi e traeva ispirazione dal progetto del Filarete per l'Ospedale Maggiore di Milano.
Durante l'occupazione dei francesi la struttura non ancora ultimata fu adibita a caserma, dal 1806 al 1813 fu invece sede dell'ospedale militare, oggi è sede del tribunale di Udine.

### Il nuovo ospedale
Negli anni venti del Novecento si sentì l'esigenza di un ulteriore ampliamento delle strutture ospedaliere, fu quindi deciso di costruire un nuovo ospedale fuori dal centro storico nella parte nord della città.
La posa della prima pietra avvenne alla presenza del re Vittorio Emanuele III il 5 ottobre del 1924, il primo lotto fu terminato nel 1938. Durante la seconda guerra mondiale la nuova struttura fu oggetto di diversi bombardamenti che provocarono notevoli danni.
Negli anni cinquanta cominciarono i lavori del secondo lotto e della chiesa interna dedicata a Santa Maria della Misericordia. Altri edifici sorsero negli anni settanta e ottanta. Nel 1993 con decreto del presidente del Consiglio dei ministri, l'ospedale fu dichiarato di rilievo nazionale e di alta specializzazione e fu quindi possibile la costituzione dell'azienda ospedaliera.
Nel 2002 si danno inizio ai lavori per l'ammodernamento del complesso ospedaliero, il progetto prevede la realizzazione dei lavori in 3 lotti ed il completamento nel 2012. Nel 2006 avviene la fusione tra l'azienda ospedaliera ed il policlinico universitario udinese, con decreto della Presidenza del Consiglio dei ministri si sancisce la nascita dell'azienda unica, la più grande azienda sanitaria del Friuli-Venezia Giulia.

## Strutture e logistica
Il complesso ospedaliero sorge a nord del centro storico in zona Chiavris ed occupa una superficie di 258.000 m², è dotato di 4 ingressi ed è composto da 11 padiglioni.

## Elenco delle Strutture Aziendali
- Istituto di Anatomia Patologica

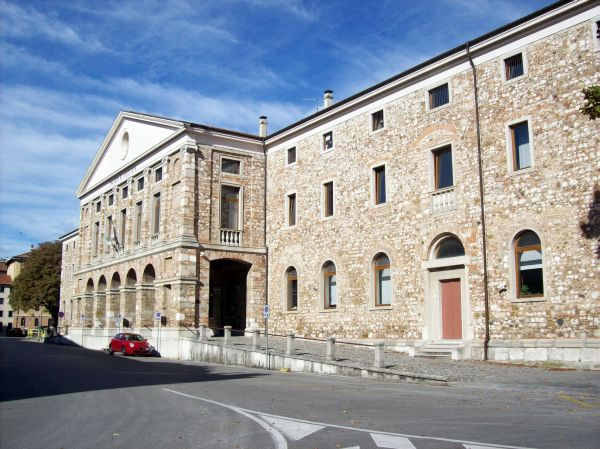
L'ex sede dell'ospedale oggi sede del tribunale

- Anestesia e Rianimazione (1, 2, Clinica e Terapia Antalgica)
- Elisoccorso del Friuli Venezia Giulia
- Servizio Emergenza Territoriale Ambulanza 118/112
- Cardiochirurgia e Centro Trapianti Cuore
- Cardiologia
- Centro di Coordinamento Regionale Malattie Rare
- Chirurgia generale e Centro Trapianti Fegato-Rene-Pancreas
- Clinica di Chirurgia maxillo-facciale
- Clinica di Chirurgia plastica
- Chirurgia Toracica
- Chirurgia vascolare
- Chirurgia Vertebro-Midollare e Unità spinale
- Clinica Dermatologica
- Diabetologia
- Diagnostica Angiografica e Radiologia interventistica
- Nefrologia, Dialisi e Trapianto renale
- Endocrinologia e Malattie del Metabolismo
- Clinica Ematologica e Centro Trapianti di Midollo Osseo
- Istituto di Farmacologia Clinica
- Fisica sanitaria
- Gastroenterologia
- Istituto di Genetica medica
- Istituto di Igiene ed Epidemiologia Clinica
- Laboratorio Analisi d'Elezione
- Clinica di Malattie Infettive
- Medicina interna (1, 2 e Clinica Medica)
- Medicina d'urgenza e Pronto Soccorso
- Medicina Nucleare
- Medicina trasfusionale
- Microbiologia
- Neurochirurgia
- Neurologia e Stroke Unit
- Neurofisiopatologia
- Neuroradiologia
- Clinica Oculistica
- Oncologia
- Clinica di Ortopedia e Traumatologia
- Clinica di Ostetricia e Ginecologia
- Otorinolaringoiatria
- Patologia Neonatale
- Radiologia d'Urgenza ed Emergenza
- Istituto di Patologia Clinica
- Clinica Pediatrica
- Pneumologia e Fisiopatologia Respiratoria
- Clinica Psichiatrica
- Istituto di Radiologia Diagnostica
- Radioterapia
- Clinica di Reumatologia
- Clinica Urologica

## Servizi
L'ospedale è dotato dei seguenti servizi:
- cappellania ospedaliera-chiesa centrale S. Maria della Misericordia
- bar
- negozi: articoli sanitari e fioreria